# إيلسا بتاكي
إيلسا بتاكي وإسمها الحقيقي إيلسا لافوينتي ميديانو (بالإسبانية: Elsa Lafuente Medianu)‏ وإسمها الفني إيلسا بتاكي (بالإسبانية: Elsa Pataky)‏ وهي عارضة أزياء وممثلة و منتجة أفلام إسبانية ولدت في يوم 18 يوليو 1976 في مدينة مدريد عاصِمَة إسبانيا، مثلت دور إيلينا نيفيس في أفلام السرعة الخامسة في سنة 2011 وفي فلم سرعة وغضب 6 في 2013 وظَهَرَت في فِلم أفاعي في طائرة في 2006 وفي فلم جيالو وفي الفلم الإسباني دي دي هوليوود، والدة إيلسا هي من أصل روماني مجري.

## وصلات خارجية
- إيلسا بتاكي على موقع IMDb (الإنجليزية)
- إيلسا بتاكي على موقع روتن توميتوز (الإنجليزية)
- إيلسا بتاكي على موقع ألو سيني (الفرنسية)
- إيلسا بتاكي على موقع أول موفي (الإنجليزية)
- إيلسا بتاكي على موقع قاعدة بيانات الأفلام السويدية (السويدية)
- إيلسا بتاكي على موقع إن إن دي بي (الإنجليزية)
- إيلسا بتاكي على موقع قاعدة بيانات الفيلم (الإنجليزية)
- إيلسا بتاكي على موقع كينوبويسك (الروسية)